# دارلینگتون (نیوجرسی)
دارلینگتون (به انگلیسی: Darlington) یک منطقهٔ مسکونی در ایالات متحده آمریکا است که در مأوا، نیوجرسی واقع شده‌است. دارلینگتون ۷۸٫۹۴ متر بالاتر از سطح دریا قرار دارد.